# Ponte Mapo
Il ponte Mapo attraversa il fiume Han in Corea del Sud collegando il distretto Mapo con il distretto Yeongdeungpo nella città di Seul.
Nel film sudcoreano del 2013 The Terror Live il ponte Mapo viene fatto saltare in aria durante un attentato terroristico.